# Bahnhof Obihiro
Der Bahnhof Obihiro (jap. 帯広駅, Obihiro-eki) ist ein Bahnhof auf der japanischen Insel Hokkaidō. Er befindet sich in der Unterpräfektur Tokachi auf dem Gebiet der Stadt Obihiro.

## Verbindungen
Obihiro ist ein Zwischenbahnhof und früherer Kreuzungsbahnhof an der Nemuro-Hauptlinie. Diese führt von Takikawa über Kushiro nach Nemuro und wird von der Gesellschaft JR Hokkaido betrieben.
Sechsmal täglich verkehren Schnellzüge mit der Bezeichnung Super Ōzora von Sapporo über Obihiro nach Kushiro und zurück. Darüber hinaus ist Obihiro die Endstation der fünfmal täglich ab Sapporo verkehrenden Super Tokachi. Von Obihiro aus verkehren Regionalzüge alle ein bis zwei Stunden nach Shintoku und Kushiro.
Vor dem Nordausgang befindet sich ein Busbahnhof mit 14 Haltestellen, der von den Gesellschaften Tokachi Bus und Hokkaidō Takushoku Bus bedient wird.

## Anlage
Der von Nordwesten nach Südosten ausgerichtete Bahnhof befindet sich auf einem breiten Viadukt. Dieser verfügt über vier Gleise, die an zwei überdachten Mittelbahnsteigen liegen. Das dreigeschossige, aus Stahlbeton-Elementen errichtete Empfangsgebäude ist ein integraler Bestandteil der Viaduktstruktur. Es umfasst neben dem Einkaufszentrum Esta Obihiro auch eine Kunstgalerie.

## Bilder

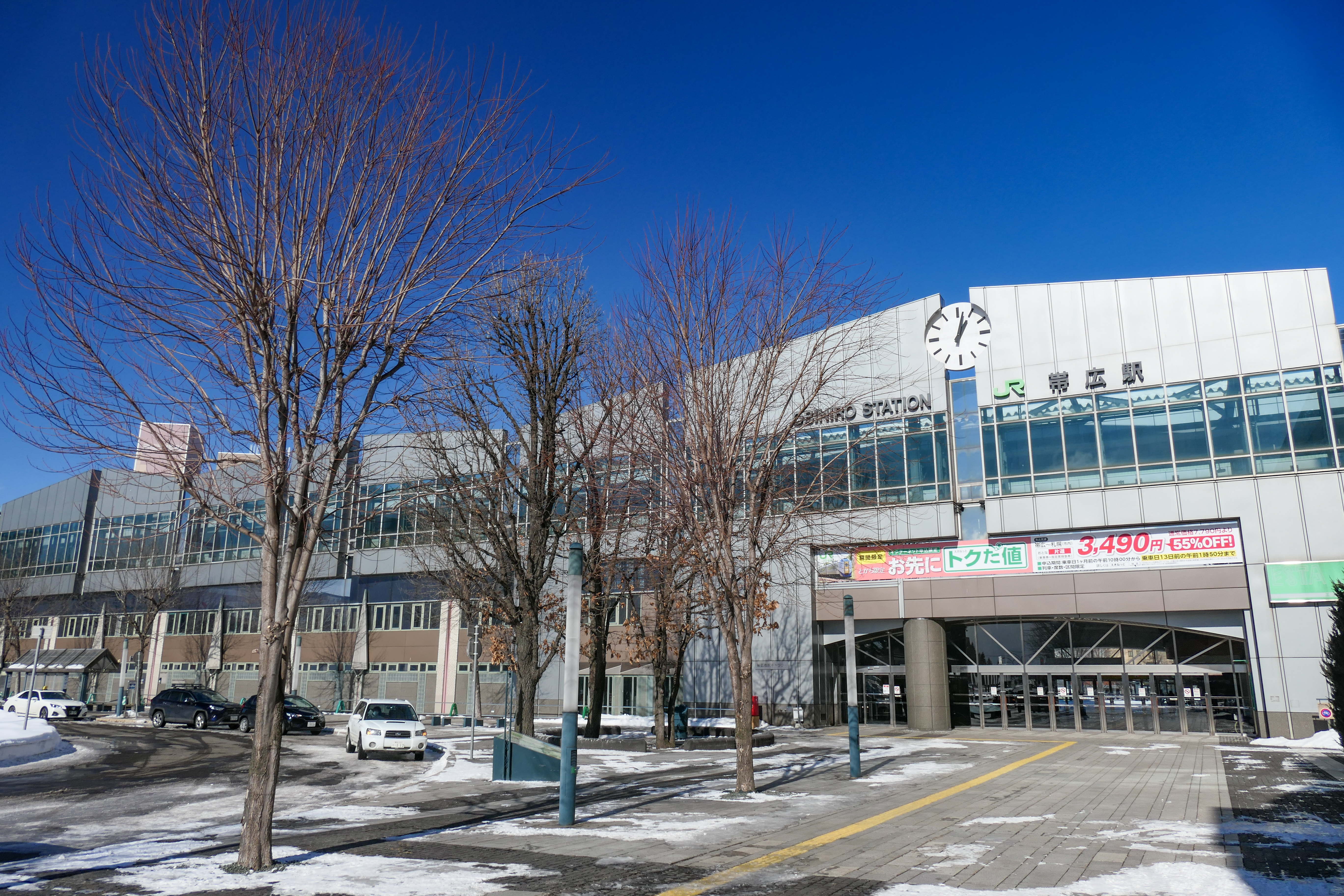
Südeingang
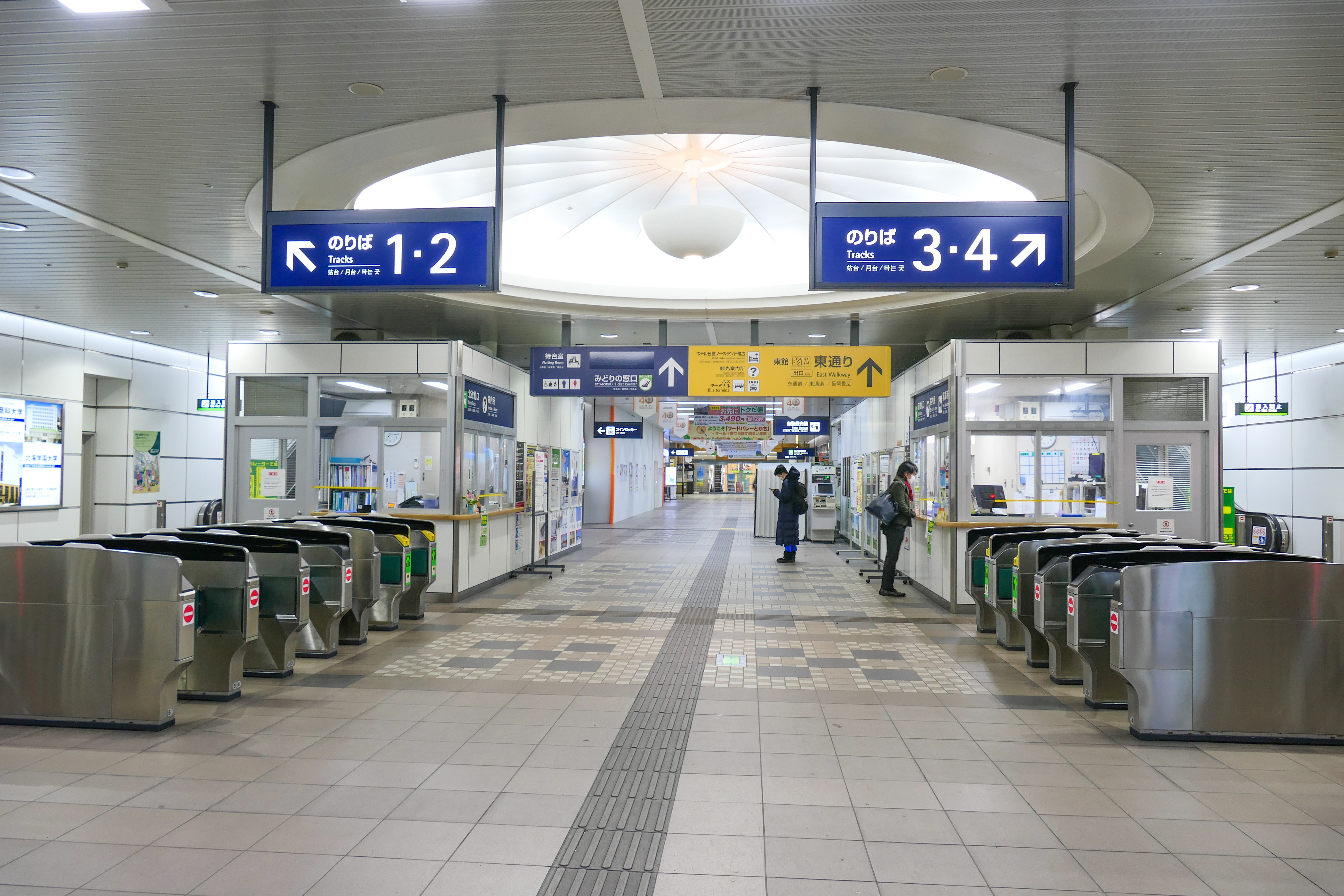
Haupthalle
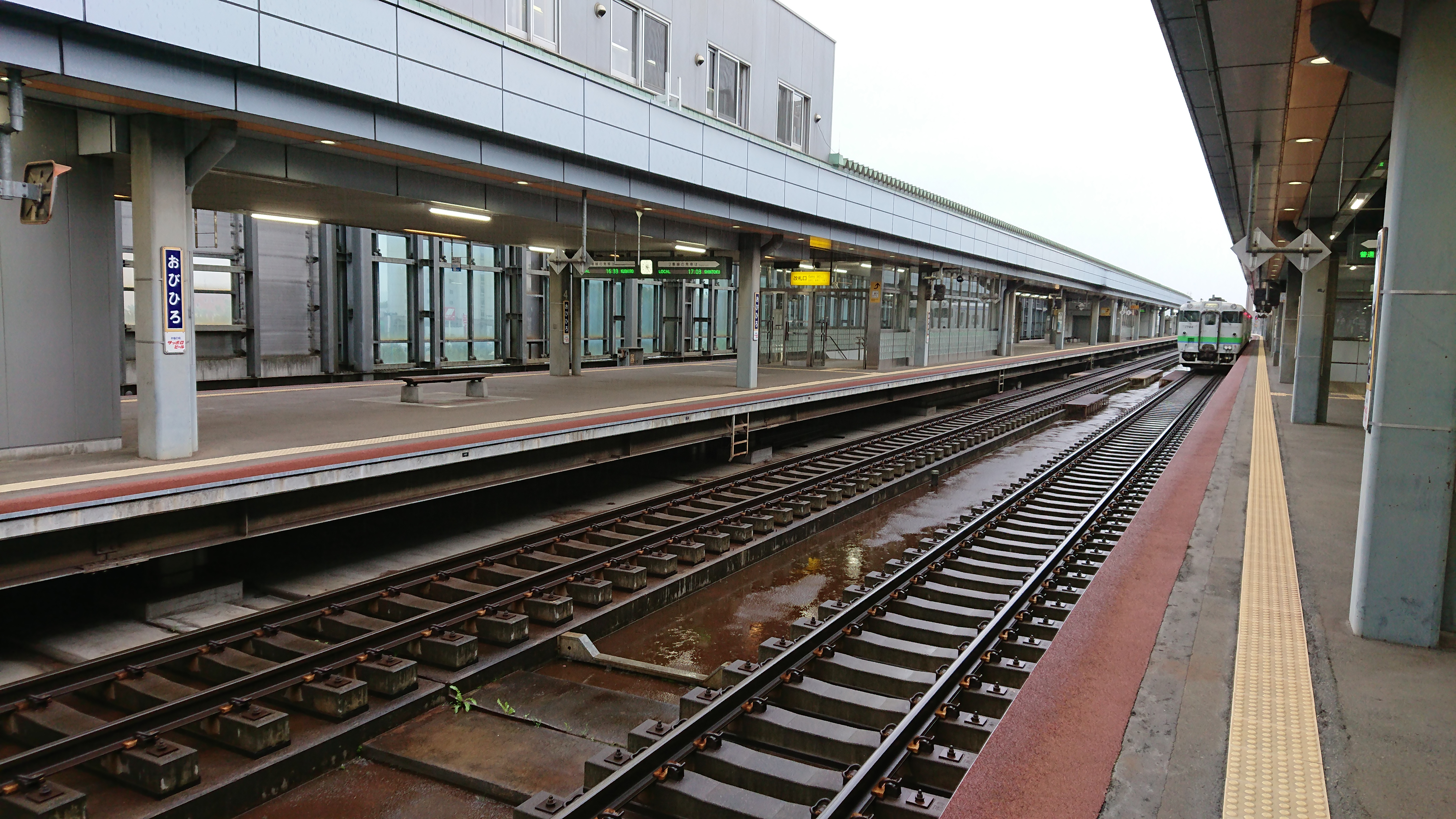
Bahnsteige
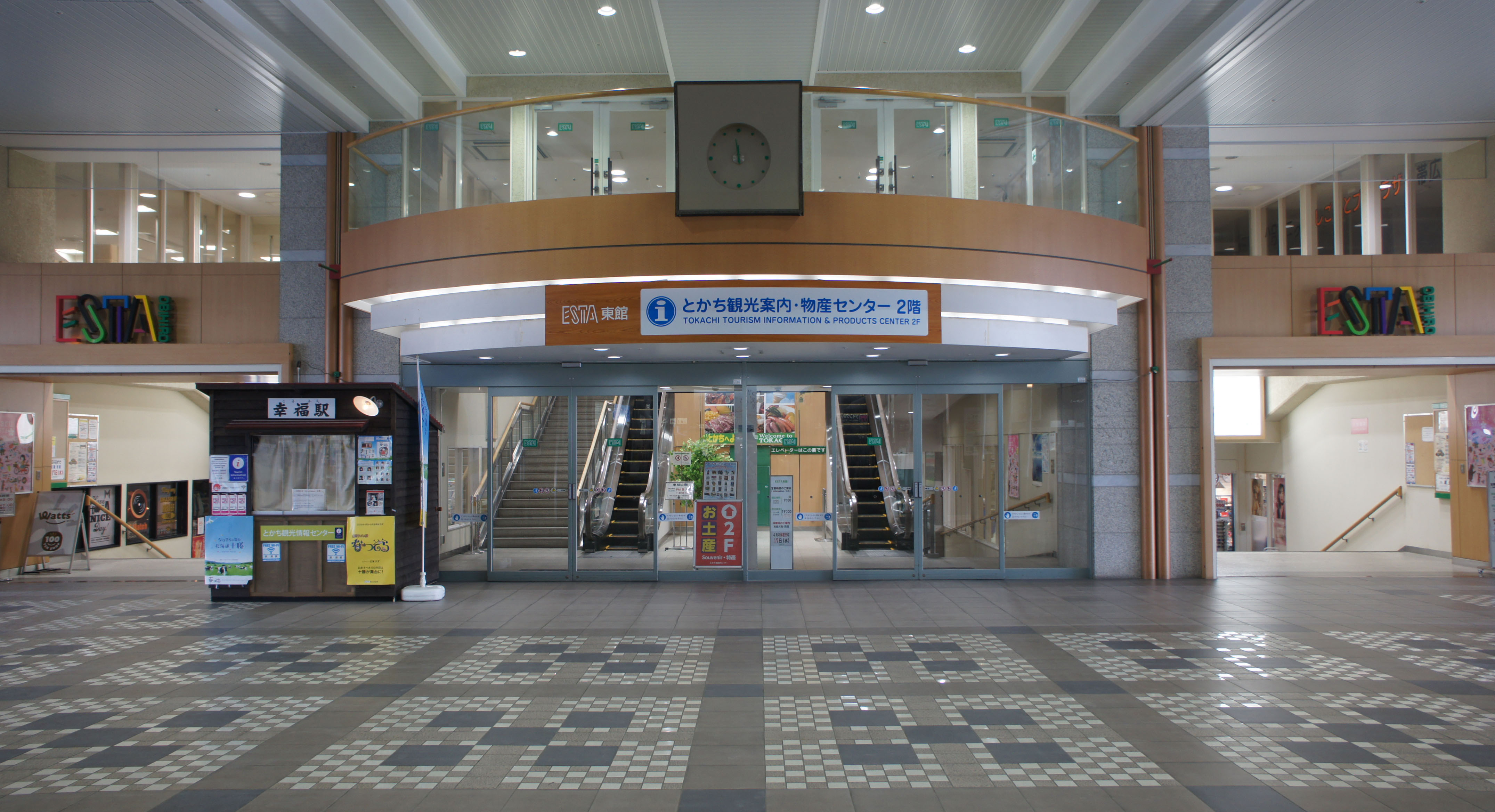
Osteingang
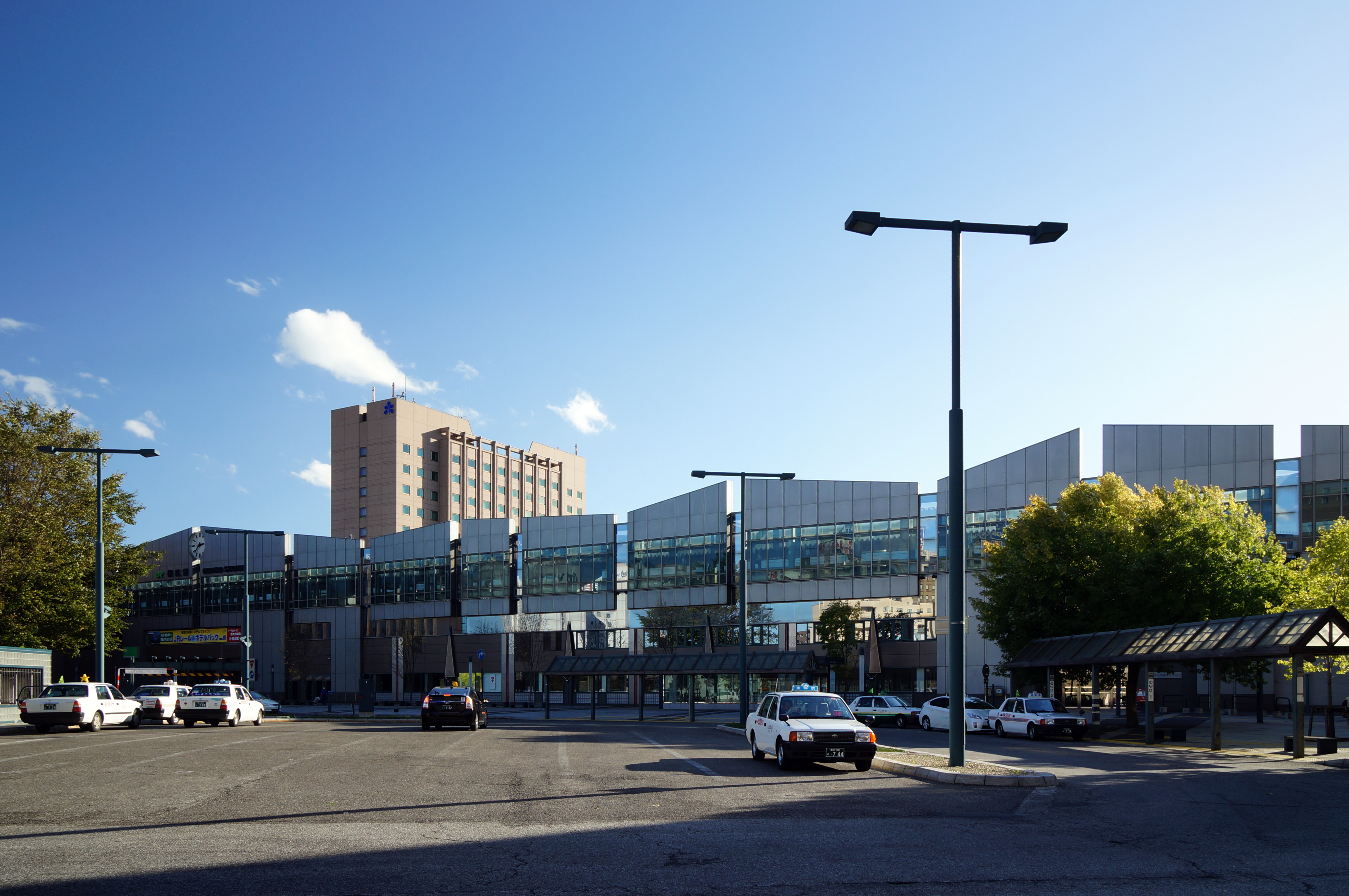
Nordausgang (Oktober 2013)

## Gleise
| 1 | ▉ Nemuro-Hauptlinie | Ikeda • Kushiro                           |
| 2 | ▉ Nemuro-Hauptlinie | Sapporo • Takikawa                        |
| 2 | ▉ Nemuro-Hauptlinie | Ikeda • Kushiro                           |
| 3 | ▉ Nemuro-Hauptlinie | Shintoku • Sapporo • Takikawa             |
| 3 | ▉ Nemuro-Hauptlinie | Ikeda • Kushiro                           |
| 4 | ▉ Nemuro-Hauptlinie | Shintoku • Sapporo • Takikawa • Asahikawa |
| 4 | ▉ Nemuro-Hauptlinie | Ikeda • Kushiro                           |

## Linien
| Verlauf der Nemuro-Hauptlinie |
| --- |
| Westlicher Abschnitt: Takikawa • Higashi-Takikawa • Akabira • Moshiri • Hiragishi • Ashibetsu • Kami-Ashibetsu • Nokanan • Furano Östlicher Abschnitt: Shintoku • Tokachi-Shimizu • Mikage • Memuro • Taisei • Nishi-Obihiro • Hakurindai • Obihiro • Satsunai • Makubetsu • Toshibetsu • Ikeda • Tōfutsu • Toyokoro • Shin-Yoshino • Urahoro • Atsunai • Ombetsu • Shiranuka • Nishi-Shoro • Shoro • Otanoshike • Shin-Otanoshike • Shin-Fuji • Kushiro • Higashi-Kushiro • Musa • Beppo • Kami-Oboro • Oboro • Monshizu • Akkeshi • Chanai • Hamanaka • Anebetsu • Attoko • Bettoga • Ochiishi • Konbumori • Nishi-Wada • Higashi-Nemuro • Nemuro |

## Geschichte

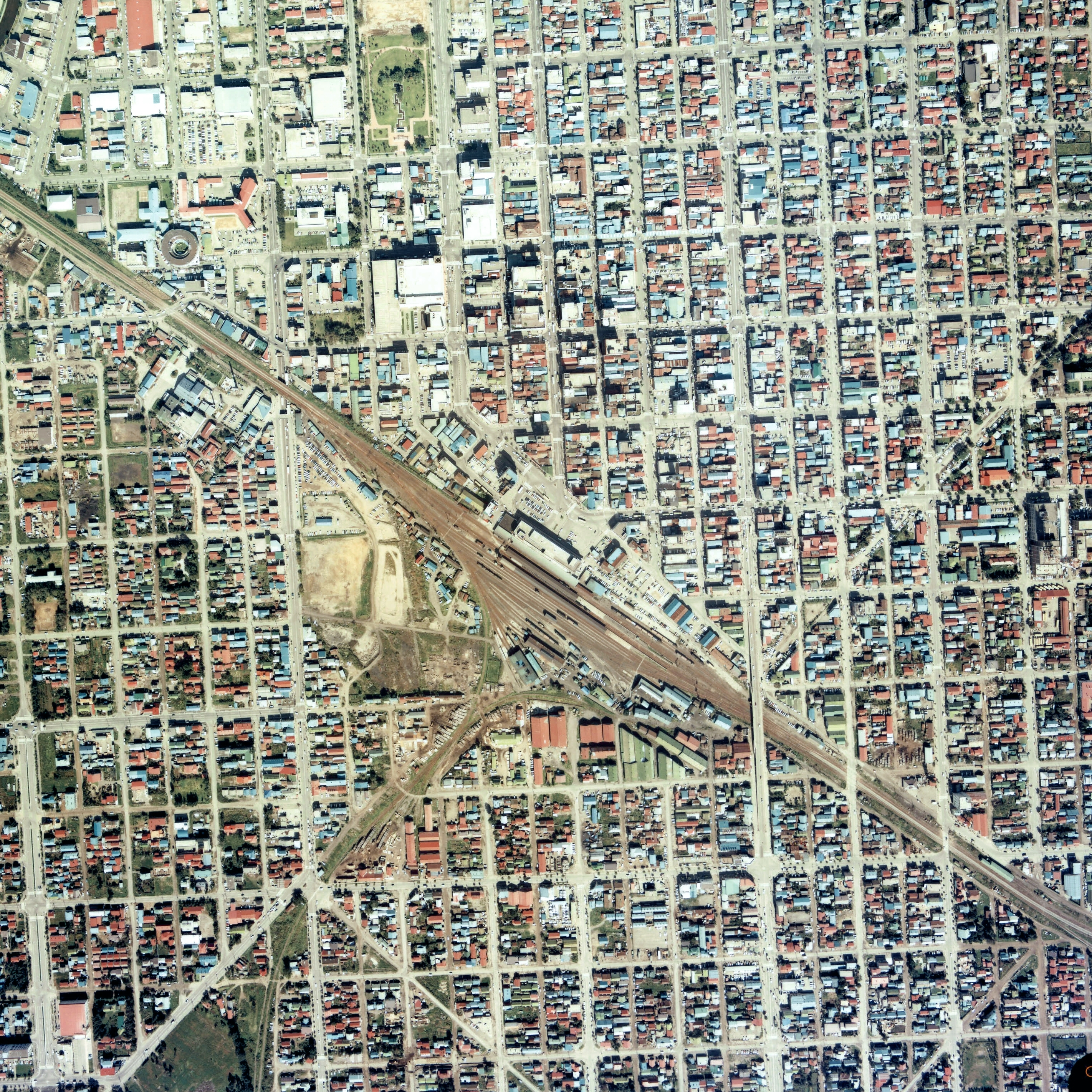
Luftansicht (1978)

Ab den späten 1890er Jahren errichtete die staatliche Bahngesellschaft Hokkaidō Kansetsu Tetsudō eine Strecke, die Sapporo mit dem Osten der Insel verbinden sollte. Von Asahikawa und Kushiro aus nahm sie etappenweise mehrere Teilstrecken in Betrieb. Das ab 1905 zuständige Eisenbahnamt (das spätere Eisenbahnministerium) eröffnete am 1. Dezember desselben Jahres den Abschnitt von Toshibetsu nach Obihiro. Der hier errichtete Bahnhof war knapp zwei Jahre lang Endstation. Mit der Eröffnung des letzten noch fehlenden Teilstücks zwischen Ochiai und Obihiro am 8. September 1907 war das Projekt abgeschlossen.
Tokachi Tetsudō, eine Tochtergesellschaft des Zuckerverarbeitungsunternehmens Nippon Tensai Seitō, eröffnete am 10. September 1920 eine 500 m lange Zweigstrecke zu einer Zuckerfabrik. Daran schloss sich ab 1924 ein über 60 km langes Feldbahn-Netz mit einer Spurweite von 762 mm an, das überwiegend der Anlieferung von in der Region angebauten Zuckerrüben diente, aber auch für die Personenbeförderung genutzt wurde. Das Eisenbahnministerium eröffnete am 10. Dezember 1925 den ersten Abschnitt der Shihoro-Linie von Obihiro nach Shihoro. Am 2. November 1929 folgte die Eröffnung des ersten Teilstücks der Hiroo-Linie von Obihiro nach Nakasatsunai, drei Jahre später war die Strecke nach Hiroo vollendet.
1940 begann das Streckennetz der Tokachi Tetsudō nach und nach zu schrumpfen, bis am 15. November 1959 nur noch das Teilstück zwischen der Zuckerfabrik und dem Bahnhof Obihiro übrigblieb. Nach mehrjähriger Bauzeit nahm die Japanische Staatsbahn am 1. Dezember 1966 einen dreigeschossigen, aus Stahlbeton errichteten Neubau des Bahnhofs mit Laden und Hotel in Betrieb; sechs Jahre später erhielt der Hotelteil ein zusätzliches Stockwerk. Am 1. März 1977 legte die Tokachi Tetsudō den letzten verbliebenen Streckenabschnitt zur Zuckerfabrik still. Aus Kostengründen stellte die Staatsbahn am 1. November 1986 die Gepäckaufgabe ein. Sie legte am 1. Februar 1987 die Hiroo-Linie still, am 22. März desselben Jahres auch die Shihoro-Linie.
Im Rahmen der Staatsbahnprivatisierung ging der Bahnhof am 1. April 1987 in den Besitz der neuen Gesellschaft JR Hokkaido über. Sie verlegte die im Stadtgebiet bisher ebenerdig verlaufende Nemuro-Hauptlinie auf einen Viadukt und nahm einen Umbau des Bahnhofs vor. Die Arbeiten waren im November 1996 abgeschlossen. Die Höherlegung der Trasse ermöglichte den Bau des Einkaufszentrums Esta Obihiro. Dessen Betreibergesellschaft musste im November 1998 Konkurs anmelden, woraufhin die Läden über zwei Jahre lang leerstanden. Im Juni 2001 erfolgte die Wiedereröffnung, nachdem JR Hokkaido das Management selbst übernommen hatte.